# (18631) Maurogherardini
(18631) Maurogherardini est un astéroïde de la ceinture principale.

## Description
(18631) Maurogherardini est un astéroïde de la ceinture principale. Il fut découvert le 27 février 1998 à Cima Ekar par Andrea Boattini et Maura Tombelli. Il présente une orbite caractérisée par un demi-grand axe de 2,67 UA, une excentricité de 0,14 et une inclinaison de 11,7° par rapport à l'écliptique.